# هكتور (نيويورك)
هكتور (بالإنجليزية: Hector, New York)‏ هي بلدة أمريكية تقع في الولايات المتحدة في مقاطعة شويلر، نيويورك. يقدر عدد سكانها بـ 4,854 نسمة ومساحتها 291.3 كم2 وترتفع عن سطح البحر 546 متر.